# Frankrigs symboler
Frankrigs symboler omfatter mange ting, der på den ene eller anden måde, kan bruges som symbol for Frankrig. De officielle omfatter, bl.a. objekter som flaget og nationalvåbnet og nationalhymnen. Mere uofficielle symboler omfatter objekter, der på en eller anden måde henviser til Frankrig for den der ser det, eksempelvis vil et billede af Eiffeltårnet udmiddelbart blive forstået af de fleste mennesker, som noget typisk fransk.

## Nationalvåbnet
Det nuværende nationalvåben har været Frankrigs symbol siden 1953, skønt det ikke har nogen juridisk status som et officielt nationalvåben. Det viser sig på forsiden af de franske pas, og blev oprindeligt indført af Frankrigs udenrigsministerium.
Det gyldne symbol består af:
- Et bredt skjold med et løvehoved som holder et monogram, hvor "RF" står for République Française ([den] franske republik).
- En olivengren, som symboliserer fred.
- En gren fra et egetræ, som symboliserer visdom.
- Et bundt pinde bundet rundt om en økse (fasces), som symboliserer retfærdighed.

## Flaget
Flagets navn er le drapeau tricolore (på dansk: Tricoloren), hvilket betyder tre farver. De tre farver er blevet forbundet med "Frihed, lighed og broderskab" ("Liberté – égalité – fraternité"), der var sloganet under den franske revolution. 
I mange uformelle sproglige sammenhænge bruges flagets farver, bleu, blanc, rouge til at betegne noget der er fransk. 
En særlig afledning af dette er, at man bruger udtrykket black-blanc-beur om det franske fodboldlandshold.

## Nationalhymnen
Nationalhymnen hedder La Marseillaise (på dansk: Marseillaisen). Den blev digtet og komponeret i 1792 af Claude Joseph Rouget de Lisle som reaktion på den østrigske krigserklæring mod Frankrig. Den fik sit gennembrud ved en banket i Marseille i juni samme år, blev trykt og spredte sig derefter over hele Frankrig. Sangen fik sit navn, da republikanske soldater fra Marseille 30. juli 1792 sang den den under indmarch i Paris. Den blev erklæret for nationalsang 14. juli 1795.

## Republikkens logo
Den franske republiks logo, blev indført i 1999 under Regeringen Lionel Jospin. Logo'et bruges på alle officielle hjemmesider for, at signalere, at siden netop er officiel. Men det bruges også andre steder.
Logo'et indarbejder flere elementer:
- De tre farver blå, hvid og rød fra flaget.
- En stilisering af Marianne set i profil fra højre.
- Republikkens motto: Liberté, égalité, fraternité (frihed, lighed og broderskab)
- Teksten: République Française

## Den galliske hane
Den galliske hane er et symbol for Frankrig og franskmænd og et fransk nationalsymbol. Selv om hanen er blevet et fransk nationalsymbol, har den i andre lande ofte været benyttet som et nedsættende symbol på franskmænd og Frankrig.
Hanen ses mange steder i Frankrig. Den pryder ofte krigsmindesmærker og offentlige bygninger. Endvidere indgår den som en del af en borgmesters emblem. Den har været vist på landets mønter og indgår i mange logo'er bl.a. for flere franske nationale sportsunioner.
Derudover bliver den (eller har været) brugt kommercielt til at promovere så forskellige ting som film, det indgår i filmselskabet Pathés logo, forsikringer, forsikringsselskabet GPA Assurances bruger det i deres logo og hoteller, det var en del af organisationen Gîtes de Frances logo.

## Andre symboler for den franske kultur

### Objekter
- Den sorte baret;
- Marinernes røde pompon ;
- Parfumerne ;
- Petanques
- Haute couture
- Minitel
- 2 CV'en

### Maden
- Gastronomi : Der findes ikke nogen nationalret, men hver af de 26 franske regioner har deres specialiteter: bœuf bourguignon, cassoulet fra Languedoc, choucroute fra Alsace, Quiche, crêpes og galetteer fra Bretagne, ficelle picarde fra Pikardiet, jambon beurre fra Paris, quenelle fra Lyon, bouillabaisse fra sydøst, foie gras fra sydvest, lamproie bordelaise, poule au pot, le gratin dauphinois...;
- baguetten : dette lange brød er emblematisk for Frankrig;
- Camembert ;
- Vinene (Bordeaux, Bourgogne, Champagne, Alsace, Côtes du Rhône etc.) ;
- Frølår (deraf udtrykket frøæderne, som franskmænd (nedsættende) er kendt som over hele verden).
- Sneglene.

### Monumenter, ideer
- Notre Dame ;
- Eiffeltårnet ;
- Menneskerettighederne ;
- Fejringen af Bastilledagen;
- Versailles ;
- Mont Saint-Michel.

### Personer
- Miss France
- Frankrigs præsident